# ماموگرافی

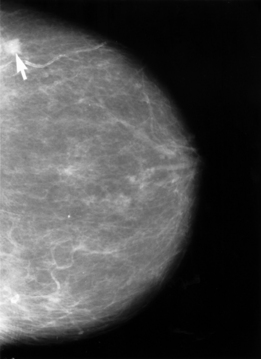
ماموگرافی در تشخیص سرطان سینه نقش محوری دارد.

پستان‌نگاری یا ماموگرافی (به فرانسوی: Mammographie) گونه‌ای روش پرتونگاری است که در علوم تصویربرداری پزشکی، به خصوص تشخیص سرطان پستان در زنان کاربرد فراوان دارد.

## ماموگرافی چیست؟
ماموگرافی یک عکس رادیوگرافی ساده از پستان و ابزاری برای کشف زودرس سرطان‌های غیرقابل لمس پستان است. ماموگرافی می‌تواند سرطان پستان را ده سال قبل از آن که قابل لمس شود، شناسایی کند.
همه زنان چهل ساله و بیشتر باید هر دو سال یکبار ماموگرافی انجام دهند. زنانی که افراد درجه یک آن‌ها (یعنی مادر یا خواهرشان) مبتلا به سرطان باشند باید از ۳۵ سالگی ماموگرافی سالانه انجام دهند.
بهترین زمان انجام ماموگرافی هفته اول قاعدگی است. (روز اول قاعدگی یعنی روزی که خون‌ریزی ماهیانه زنانه شروع می‌شود) چون در این زمان پستان‌ها حساس نیستند. برای بدست آوردن تصویر خوب نیاز به فشار روی پستان است که ممکن است دردناک باشد. قبل از ماموگرافی دوش بگیرید و از مصرف پودر تالک بوگیر زیر بغل خودداری کنید زیرا این مواد می‌توانند باعث تفسیر اشتباه ماموگرافی شوند.
ماموگرافی نمی‌تواند و نباید جایگزین معاینه توسط پزشک متخصص جراحی عمومی شود.

## ریسک‌ها و فواید

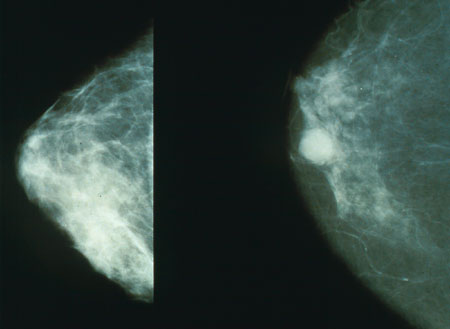
تصویر ماموگرافی طبیعی (چپ) و سرطانی (راست).

استفاده از ماموگرافی به عنوان یک ابزار تشخیص زودهنگام سرطان پستان در زنان سالم بدون علایم مجادله‌برانگیز است.
پژوهش کین و کین نشان می‌دهد که ماموگرافی تکرارشونده شروع شده از سن ۵۰ سالگی برای هر ۱۰۰۰ زن مورد بررسی در طی ۱۵ سال ۱٫۸ جان را نجات می‌دهد. این نتیجه بر خلاف موارد منفی خطاها در تشخیص، بیش‌درمانی، و قرارگیری در معرض اشعه است. تحلیل کاکرین بر بررسی ماموگرافی نشان می‌دهد که «روشن نیست که این نوع از غربالگری بیش از ضرری که دارد منفعتی داشته باشد». بنا بر تحلیل آنان از هر ۲۰۰۰ زن زندگی یکی به خاطر این غربالگری ۱۰ سال طولانی‌تر می‌شود، به هر روی ۱۰ زن سالم دیگر تحت درمان غیرلازم سرطان پستان قرار می‌گیرند. نیومن به این اشاره می‌کند که غربالگری ماموگرافی مرگ را در مجموع کاهش نمی‌دهد، ولی با ایجاد وحشت سرطان و مداخلات جراحی نالازم صدمات شایان توجهی را موجب می‌شود. مجموعهٔ نوردیک کاکرین اظهار داشته‌است که پیشرفتها در تشخیص و درمان سرطان سینه در واقع باعث شده‌اند غربالگری سرطان سینه دیگر در کاستن از مرگ‌های ناشی از آن سرطان مؤثر نباشد، و بدین ترتیب غربالگری منظم برای زنان سالم دیگر توصیه نمی‌شود چرا که ریسک‌های آن ممکن است از مزایایش بیشتر باشد.

## پیشینه
ماموگرافی به شیوه امروزی (شیوه آزمایشی) نخست در اواخر دهه ۱۹۵۰ در مرکز سرطان ام دی اندرسون دانشگاه تگزاس توسط باب ایگن ابداع گردید. او از نوآوریهای خود همانند افزایش mA هم‌زمان با کاهش kVp و نیز استفاده از فیلم تک-امولسیونی در مقاله‌ای در سال ۱۹۵۹ و سپس کتابی با عنوان «ماموگرافی» در سال ۱۹۶۴ پرده برداشت.

## ویژگی‌ها
مشخصه مهم این شیوه پرتونگاری استفاده از انرژی‌های پایین‌تر از حد معمول است (حدود ۲۰ کیلوالکترون ولت). دستگاه‌های متداولی که این روش را جهت تصویر برداری به کار می‌برند متشکل از فتوتایمر (phototimer)های مخصوص، گریدهای پراشیدگی ضریب پایین (low ratio scatter grids)، و مولد اشعه ایکس ولتاژ پایین می‌باشند.
دلیل تولید پرتوهای انرژی پایین استفاده از خاصیت کنتراست بالای این نوع پرتوها در انرژی‌های پایین می‌باشد. در عوض برای کاهش دز افزایش یافته، از تکنیک فشرده‌سازی سینه (compression) در سطح افقی استفاده می‌شود.
از آنجایی که بهترین کنتراست را در حواشی ۲۰ کیلوالکترون ولت می‌توان بدست آورد، از مولیبدن و رودیوم در تولید اشعه‌های ایکس مشخصه (Characteristic X-rays) استفاده می‌شود.
از دیگر ویژگی‌های ماموگرافی استفاده از فیلترهای مخصوص مولیبدنی و نیز اثر پاشنه می‌باشد.

## کاربرد ماموگرافی
- برای بیماریابی زنان بالای ۴۰ سال از نظر سرطان پستان.
- ارزیابی بیمارانی که توده پستان مشکوک دارند.
- پیگیری سرطان پستان درمان شده با برداشتن قسمتی از پستان و رادیوتراپی.
- پیگیری پستان مقابل در فردی که یک پستان به خاطر سرطان برداشته شده‌است.

هدف اصلی ماموگرافی، شناسایی زودهنگام سرطان پستان است.

### چه موقع بایستی ماموگرافی غربالگری انجام بدیم؟
سن مشخصی برای شروع غربالگری سرطان پستان وجود ندارد.
علاوه بر این، متخصصان و سازمان‌های پزشکی در مورد طرح این سؤال که چه زمانی خانم‌ها باید به‌طور منظم این معاینات را شروع کنند یا اینکه چه مدت آزمایش‌ها باید انجام شود، موافق نیستند .
در مورد عوامل خطر، ترجیحات و مزایا و خطرات غربالگری با پزشک خود صحبت کنید. با هم، می‌توانید تصمیم بگیرید که چه برنامه غربالگری ماموگرافی برای شما بهترین است.

### چگونه برای این آزمایش آماده شویم؟
- یک مرکز ماموگرافی معتبر را انتخاب کنید. سؤال نمایید که آیا تجهیزات ماموگرافی آن‌ها استاندارد می‌باشد یا نه. از مجوزهای آنها سؤال فرمایید.
- اگر قبلاً این آزمایش را انجام داده‌اید، تصاویر آن را برای آزمایش جدید نیز به همراه خود داشته باشید تا امکان مقایسه نتایج، وجود داشته باشد.
- قبل از آزمایش، از دئودورانت استفاده ننمایید. از استفاده از دئودورانت‌ها، ضد تعریق‌ها، لوسیون‌ها، پوردها، کرم‌ها و عطرها در زیر بغل یا روی سینه خود، خودداری فرمایید.
- ذرات موجود در پودرها و دئودورانت‌ها در ماموگرافی شما قابل رویت هستند و باعث سردرگمی می‌شوند.
- در صورتی که انجام این آزمایش توأم با درد باشد و بیش از تحمل شما باشد، یک ساعت قبل از آزمایش، از یک استامینوفن یا ایبوپروفن، استفاده نمایید.

## پیوند به خارج
- ماموگرافی رادیولوژی کیمیا در تبریز
- What is Mammography بایگانی‌شده  در ۹ اوت ۲۰۰۷ توسط Wayback Machine